# Lübecker Rat 1509
Der Lübecker Rat im Jahr 1509 nach den Angaben der Lübecker Ratslinie von 1925.

## Bürgermeister
- Johann Hertze, Ratsherr seit 1484, Bürgermeister seit 1498, † 1510
- David Divessen, Ratsherr seit 1500, Bürgermeister seit 1503, † 2. Februar 1509
- Tideman Berck, Ratsherr seit 1489, Bürgermeister seit 1501, † 7. Juli 1521, begraben in St. Marien
- Hartwig von Stiten, Ratsherr seit 1489, Bürgermeister seit 1502, † 1511

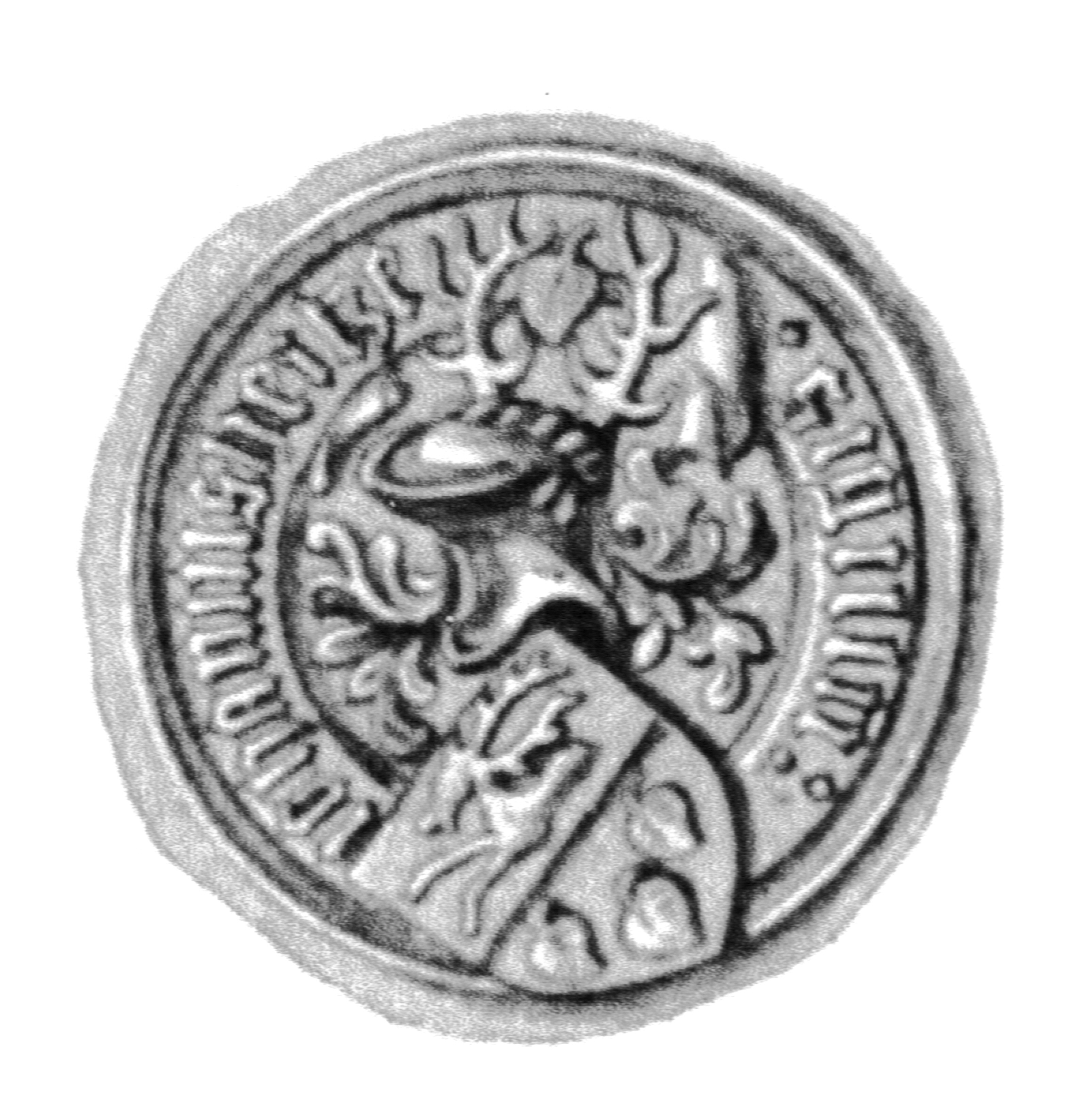
Siegel des Johann Hertze
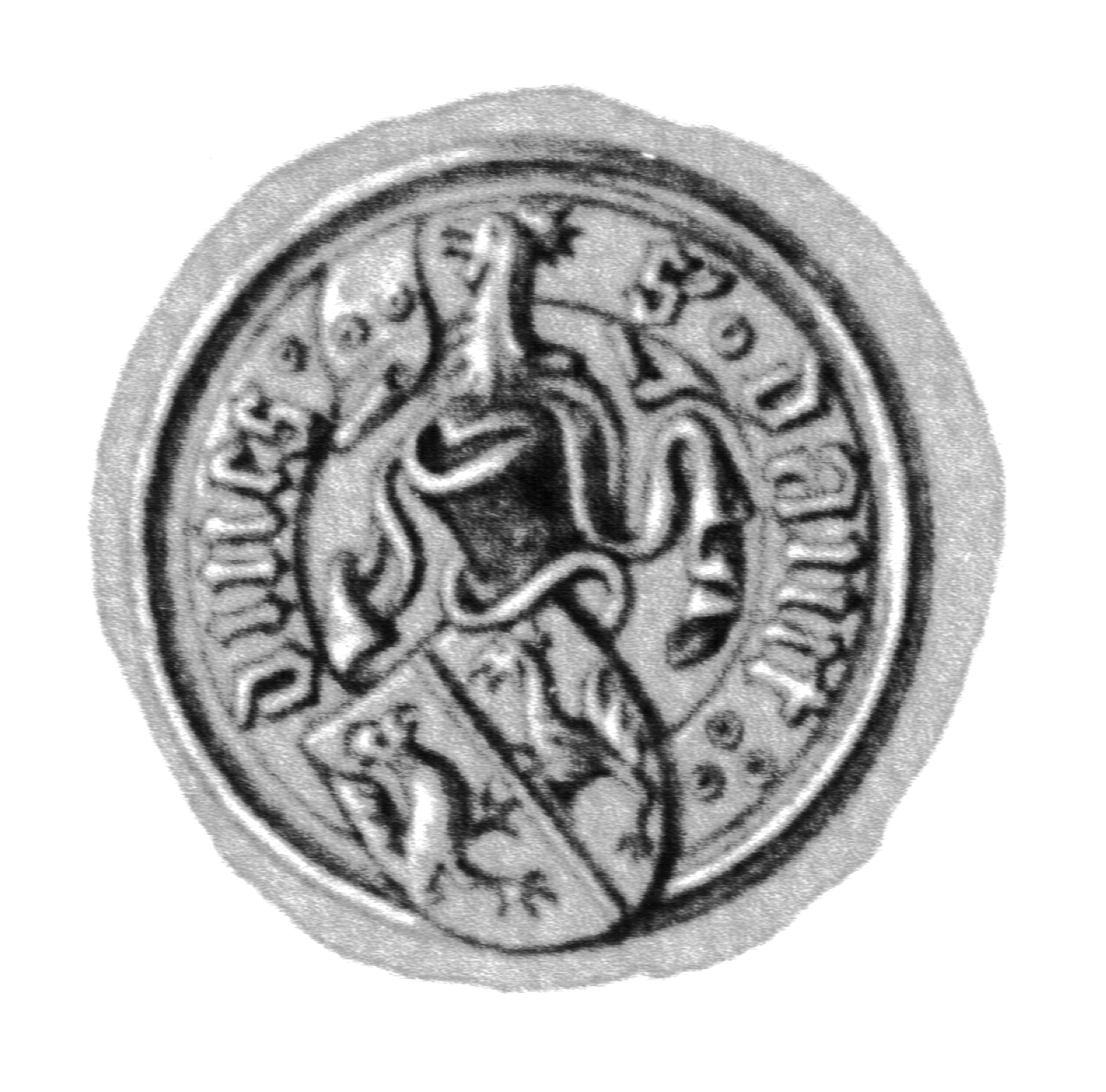
Siegel des David Divessen (um 1498)
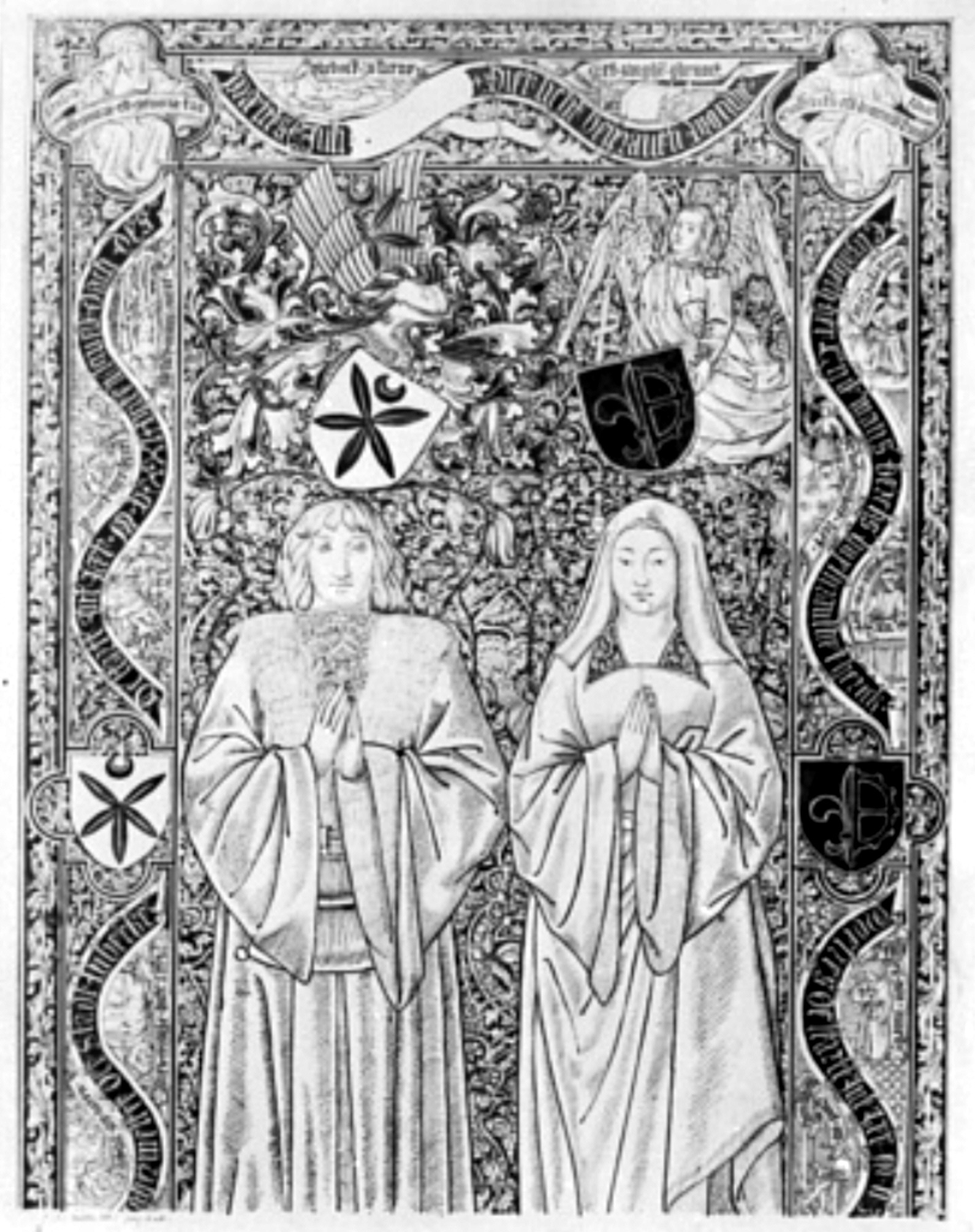
Grabplatte der Eheleute Berck

## Syndicus
- Mattheus Packebusch 1495–1522, seit 1506 Erster Syndicus. 1522 Ratsherr, 1528 Bürgermeister

## Ratsherren
| Name und Lebensdaten                      | Ratslinie Nr. | Eintritt in den Rat     | Besonderheiten und Anmerkungen                     | Abbildung |
| ----------------------------------------- | ------------- | ----------------------- | -------------------------------------------------- | --------- |
| Jasper Lange († 1510)                     | 570           | 1488                    | Kämmereiherr                                       |           |
| Johann Kerkring († 1516)                  | 572           | 1484                    |                                                    |           |
| Heinrich Witte († 1523)                   | 578           | 1496                    | 1513 Lübecker Bürgermeister                        |           |
| Hermann Messmann († 25. März 1515)        | 579           | 1496                    | Diplomat, Admiral und Kaufmann im Stockholm-Handel |           |
| Hermann Darsow († 7. Januar 1517)         | 580           | 1496                    |                                                    |           |
| Heinrich Castorp († 10. September 1512)   | 582           | 1500                    | 1512 Bürgermeister                                 |           |
| Berthold Kerkring († 1534)                | 583           | 1500                    | 1524–1530 Amtmann in Bergedorf                     |           |
| Hermann Meyer († 19. August 1528)         | 584           | 1500                    | 1510 Bürgermeister                                 |           |
| Eberhard von Rentelen († 5. Februar 1520) | 585           | 1501                    |                                                    |           |
| Johann Nyestadt († 17. März 1518)         | 586           | 1501                    |                                                    |           |
| Johann Meyer († 1518)                     | 587           | 1501                    |                                                    |           |
| Berend Bomhover († 1526)                  | 590           | 1501                    | Flottenführer ab 1509                              |           |
| Heinrich Warmboeke († 1532)               | 591           | 1506                    |                                                    |           |
| Thomas von Wickede († 1527)               | 593           | 1506                    | 1510 Bürgermeister                                 |           |
| Johann von Wickede († 1509)               | 594           | 1506                    | Sohn von 568                                       |           |
| Johann Ebeling († 1509)                   | 595           | 1506                    |                                                    |           |
| Fritz Grawert († 1538)                    | 596           | 1509–1532 und 1535–1538 |                                                    |           |
| Jacob Wilcken († 1510)                    | 597           | 1509                    |                                                    |           |
| Hermann Falcke († 1530)                   | 598           | 1509                    | 1522 Lübecker Bürgermeister                        |           |
| Heinrich Nenstede († 1529)                | 599           | 1509                    |                                                    |           |
| Paul Steer († 1511)                       | 600           | 1509                    |                                                    |           |
| Hartwig Stange († 1514)                   | 601           | 1509                    |                                                    |           |

## Ratssekretäre

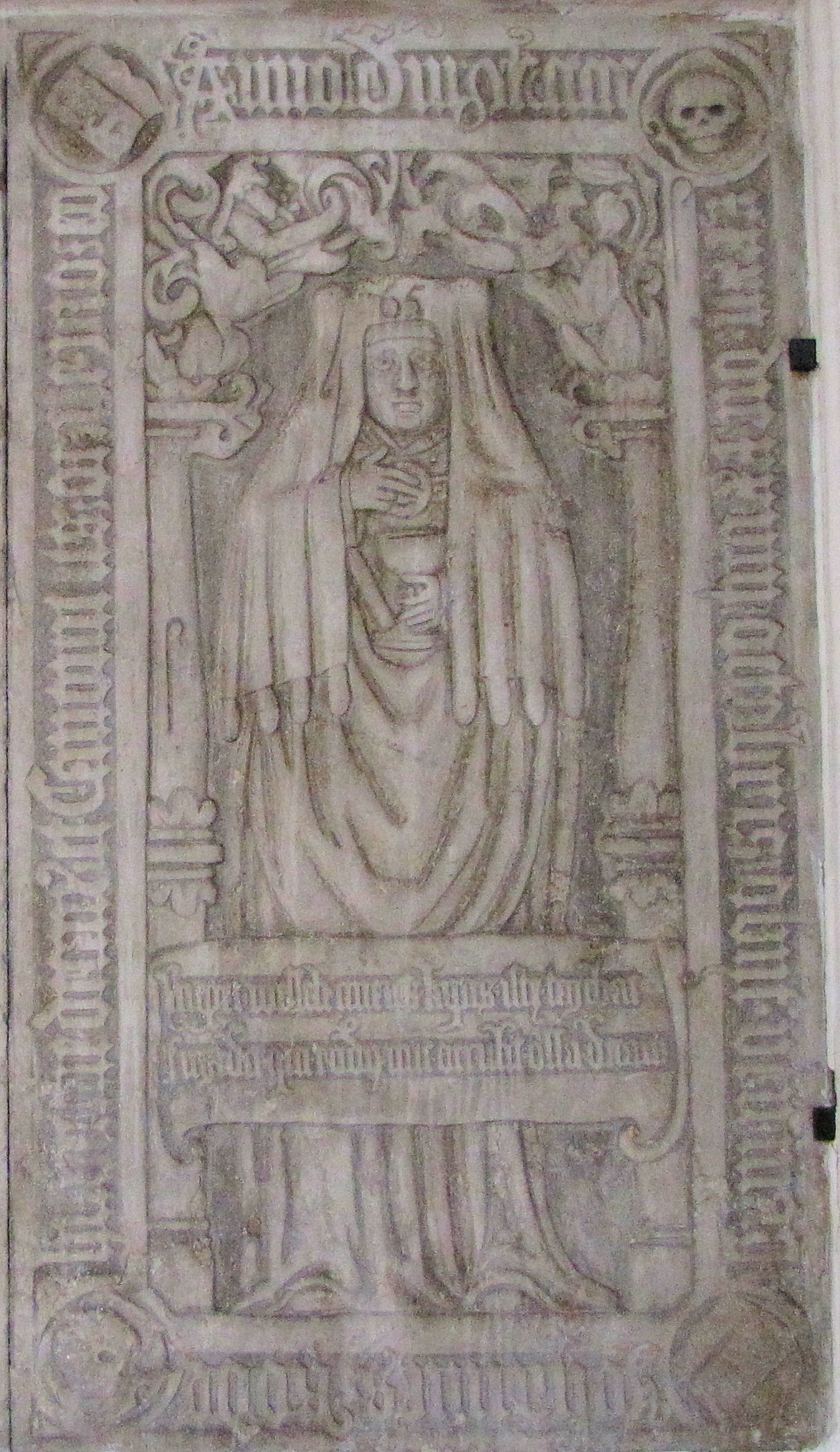
Grabplatte Johannes Rode im Lübecker Dom

- Hartwich Brekewoldt,  Protonotar, führte das Oberstadtbuch (Grundbuch) von Februar 1493 bis Ende Oktober 1513
- Henning Osthusen, 1496–1513 Zweiter Ratssekretär
- Johannes Rode, 1500 bis 1517, Domdekan